# Vlăduceni
Vlăduceni – wieś w Rumunii, w okręgu Vâlcea, w gminie Păușești-Măglași. W 2011 roku liczyła 736 mieszkańców.